# ジェンガサウルス
ジェンガサウルス（学名:Gengasaurus）は、後期ジュラ紀キンメリッジアン期後期からチトニアン期前期にかけて生息していたオフタルモサウルス科の魚竜の属の1つ。当時のテチス海西部に生息しており、現在のイタリアから化石が発見されている。

## 模式標本
イタリアのアペニン山脈の中北部にあたるマルケ州から比較的完全な化石が発見され、2017年に Gengasaurus nicosiai と命名された。属名はマルケ州アンコーナ県のジェンガにちなむ。唯一発見されている化石である模式標本 MSVG 39617 にはカグラザメ目とみられるサメの骨が2本付随しており、ジェンガサウルスの当該個体の死骸が食い漁られたことが示唆されている。
上後頭骨は大後頭孔に向かって大きく弧を描いており、バプタノドンやプラティプテリギウスのようにU字型であったと推測されている。大後頭孔はアカンプトネクテスやシステロニア、オフタルモサウルスよりも高い位置にあり狭くなっていた。
基後頭骨の顆頭部の面積が小さいことなどからオフタルモサウルス科の魚竜とされており、基蝶形骨および上後頭骨の形状、前方に傾いた上腕骨の関節面、尺骨が短いなどの違いによりオフタルモサウルスとは別属とされている。上腕骨の関節はウンドロサウルスと共通している可能性がある。橈骨に沿った尺骨の関節の構造、および尺骨が真っ直ぐで太いことはプラティプテリギウス亜科に共通する形質である。一方で基後頭骨の顆頭部が腹側側方に存在することや指骨が丸みを帯びていること、後耳骨の後頭骨そばの構造が細長く伸びているなどオフタルモサウルス亜科に共通する形質も持つ。
強膜輪の直径は14.2センチメートル、内径は13.5センチメートルである。

## 分類
オフタルモサウルス亜科とプラティプテリギウス亜科の両方に通じる形質を持つものの、解剖学的特徴からプラティプテリギウス亜科からは除外されている。しかしオフタルモサウルス亜科に属するというわけでもなく、2017年に発表された原記載論文はエリン・E・マクスェルの系統解析に従っており、バプタノドンやアースロプテリギウスおよびウンドロサウルスの共通祖先から分岐し、その後アカンプトネクテスとモレサウルスの共通祖先と分岐したとされている。これを受けて、原記載論文の結論には「オフタルモサウルス科の魚竜のデータにジェンガサウルスとオフタルモサウルス・ナタンス（バプタノドン）を加えることで、オフタルモサウルス亜科の結びつきが失われた」と記されている。また、2つの系統に対して保守的な立ち位置にあるとも記述されている。
なお、Fischerらの研究ではオフタルモサウルス亜科とされているバプタノドンについても、この論文では上記のように異なる位置づけとされている。

## 古環境
ジェンガサウルスの発見は、後期ジュラ紀のテチス海西部における魚竜の多様性を理解するのに重要視されている。また、ジェンガサウルスと類縁関係を持つ魚竜が南半球と北半球のいずれにも分布していることから、前期ジュラ紀における遠洋の生息域の繋がりが強く、地域や環境による分化・拡散が可能になったと考えられている。